# Chris Hanburger
Christian G. „Chris“ Hanburger junior (* 13. August 1941 in Fort Bragg, North Carolina), Spitzname: Hangman, ist ein ehemaliger US-amerikanischer American-Football-Spieler. Er spielte als Linebacker in der National Football League (NFL) bei den Washington Redskins.

## Jugend
Chris Hanburger stammte aus einer Familie mit langer Militärtradition. Sowohl sein Vater, als auch sein Großvater und sein Onkel waren Berufssoldaten. Sein Vater diente als Colonel in der US Army. Er wuchs in Hampton, Virginia, auf und besuchte dort die High School. Nach seinem Schulabschluss schloss er sich für zwei Jahre der US Army an. Dort zog er sich einen Bruch der Wangenknochen unterhalb des rechten Auges zu. Die Verletzung zeichnet ihn noch heute. Sie hinderte ihn jedoch nicht daran eine Laufbahn als Footballspieler anzustreben. 

## Spielerlaufbahn

### Collegekarriere
Nach seiner Militärzeit erhielt er ein Stipendium an der University of North Carolina. Für deren Footballmannschaft, die North Carolina Tar Heels, spielte er als Center und Linebacker College Football. Im Jahr 1963 gewann er mit seinem Team die Meisterschaft in der Atlantic Coast Conference und konnte gleichzeitig in den Gator Bowl einziehen. Das Spiel gegen die Mannschaft der United States Air Force Academy konnte mit 37:0 gewonnen werden. Chris Hanburger wurde während seiner Studienzeit zweimal in die Ligauswahl gewählt, sein College zeichnete ihn aufgrund seiner sportlichen Leistungen dreimal aus.

### Profikarriere
Chris Hanburger wurde 1965 von den Washington Redskins in der 18. Runde an 245. Stelle gedraftet. Obwohl die späte Verpflichtung ihm zunächst keine Hoffnung auf eine dauerhafte Profikarriere machte, wurde Hanburger bereits als Rookie als Starter in der Defense der Mannschaft einsetzte. Die ersten Spieljahre bei den Redskins verliefen für Hanburger enttäuschend. Obwohl mit Otto Graham und in der Saison 1969 mit Vince Lombardi zwei Personen als Trainer agierten, die den Footballsport nachhaltig geprägt hatten, brachte erst die Verpflichtung von George Allen Besserung. Allen formte aus der Mannschaft ein Spitzenteam.
Im Jahr 1971 konnte Chris Hanburger zum ersten Mal mit den Redskins in die Play-offs einziehen, wo sie den San Francisco 49ers mit 24:20 unterlagen. Im folgenden Jahr konnten die Redskins elf von 14 Spielen gewinnen. Nach einem 16:3-Play-off-Sieg gegen die Green Bay Packers, in dem Hanburger eine Interception fangen konnte, traf man im NFC Championship Game auf die von Tom Landry trainierten Dallas Cowboys. Die Redskins gingen mit 26:3 als Sieger vom Platz. Mit einem Sack gegen den gegnerischen Quarterback Roger Staubach konnte Hanburger zum Sieg seiner Mannschaft beitragen. Mit dem Gewinn des NFC-Meistertitels zogen die Redskins in den Super Bowl ein. Gegner im Super Bowl VII waren die von Don Shula betreuten Miami Dolphins, die in der Regular Season keines ihrer Spiele verloren hatten und in diesem Spiel ihrer Favoritenrolle gerecht wurden und mit einem 14:7-Sieg das Feld verließen.
Bis zu seinem Laufbahnende im Jahr 1978 konnte Chris Hanburger noch dreimal in die Play-offs einziehen. Ein weiterer Titelgewinn gelang ihm aber nicht mehr.

## Ehrungen
Chris Hanburger spielte neunmal im Pro Bowl und wurde achtmal zum All-Pro gewählt. Er ist seit dem Jahr 2011 Mitglied in der Pro Football Hall of Fame. Die Washington Commanders ehren ihn als einen der 90 Greatest der Mannschaft.